# デビッド・フェアチャイルド
デビッド・フェアチャイルド（David Grandison Fairchild、1869年4月7日 – 1954年8月6日）は、アメリカ合衆国の植物学者である。1898年にアメリカ農務省に設置された種子・植物導入局（Office of Seed and Plant Introduction）の初代局長に選ばれ、アメリカ農業に有益な多くの外国の植物の導入を行った。

## 略歴
ミシガン州ランシングに、1639年にアメリカに入植したトーマス・フェアチャイルドを祖先とする名門、フェアチャイルド家の一族として生まれた。カンザス州のマンハッタンで育ち、父親が学長を務めるカンザス州立農科大学（現：カンザス州立大学）を卒業し、アイオワ州立大学で叔父の植物学者、バイロン・ハルステッド（後にアメリカ植物学会の会長も務めた）のもとで研究を続け、オーバリン大学から博士号を得た。
アメリカ合衆国陸軍長官などを務めたジェイムズ・バーバーの孫で裕福な旅行家のバーバー・ラスロップと知り合って外国旅行に同行し、アメリカ農務省のために植物を収集するように勧められた。ラスロップやアリソン・アーマー (Allison Armour) らの金持ちの支援を受け、アメリカ合衆国に導入すべき多くの植物の収集旅行を行い、その収集旅行についての多くの著作は人気を得た。
長年にわたって農務省の種子・植物導入局で働き、有名なポトマック川河畔の桜並木の造成にも重要な役割を果たした。1898年にマイアミに熱帯植物のための試験植物園を設立した。1905年にアレクサンダー・グラハム・ベルの娘と結婚し、アレクサンダー・グラハム・ベル聴覚障害者支援協会の理事を務め、ベルが会長を務めたナショナルジオグラフィック協会の理事も務めた。
1926年にフロリダのココナッツ・グローブ内に8ヘクタールの屋敷を建て、収集した熱帯植物を植えた。これは現在、国立熱帯植物園の一部となっている。
1938年に米国科学アカデミーの公共福祉メダルを受賞した。1938年に設立されたマイアミのフェアチャイルド熱帯植物園は、フェアチャイルドにちなんで命名された。

## 著作
- The World Was My Garden: Travels of a Plant Explorer. (New York: C. Scribner's Sons, 1938)
- Garden Islands of the Great East: Collecting Seeds from the Philippines and Netherlands India in the Junk 'Chêng ho. (New York: C. Scribner's Sons, 1943)
- The World Grows Round My Door; The Story of The Kampong, a Home on The Edge of the Tropics.  (New York: C. Scribner's Sons, 1947)
- Exploring for Plants. (New York: Macmillan, 1930).